# 정지형
정지형(鄭址炯, 1939년 ~ )은 대한민국의 법조인이다. 본관은 경주이며, 충청북도 보은군 출생이다.

## 생애
제16회 고등고시에 합격해 판사에 임용되어 법원행정처 송무국장, 서울고등법원장 등을 역임하였다. 서울지방법원장에 재직하던 1995년 3월 22일에 무죄나 면소판결을 받은 피고인에게 판결공시를 원하는지 묻고 피고인이 원하지 않는 경우를 제외하고 반드시 판결 공시를 하게 했다.

## 주요 판결
서울고등법원 형사5부 재판장으로 재직하던 1987년 4월 24일에 오해가 있던 친구와 화해를 하면서 그 표시로 상대방의 가슴을 주먹으로 한 차례씩 때리기로 약속하고 친구를 주먹으로 쳐서 사망하게 하여 폭행치사를 적용해 1심에서 징역2년 집행유예4년을 선고받은 서울대생 안준석에 대해 원심을 깨고 무죄를 선고했다. 10월 19일에 박종철 고문치사 사건으로 1심에서 징역15년~5년을 선고받은 피고인에 대해 "오랫동안 대공업무를 성실히 종사하면서 사건발행후 유족들에게 진심으로 애도와 사과의 뜻을 표시하고 있으며 이 사건으로 불명예퇴직했다는 점을 고려하면 1심형량은 무겁다"며 조한경 징역10년, 강진규 징역8년, 반금곤 징역6년, 황정웅 징역5년, 이정호 징역3년을 선고했다.

## 가족
정지형의 아들인 정창호는 UN 크메르 루즈 특별재판소 재판관으로 있던 2014년 12월 8일에 한국인으로는 송상현에 이어 2번째로 국제형사재판소 재판관에 당선됐다.